# Heinrich Bünting
Heinrich Bünting (Hannover, 1545 – Hannover, 1606) è stato un teologo e cartografo tedesco.
Era un pastore protestante ed è conosciuto per il suo libro di mappe stampate con caratteri mobili in legno, intitolato Itinerarium Sacrae Scripturae, pubblicato nel 1581 e più volte ristampato.

## Biografia
Bünting nacque ad Hannover, in Germania, nel 1545. Studiò teologia all'Università di Wittenberg, laureandosi nel 1569, e divenne pastore protestante a Lemgo. Fu licenziato nel 1575 e si trasferì a Gronau an der Leine. Nel 1591 fu nominato sovrintendente a Goslar. Quando nel 1600 sorse una disputa sui suoi insegnamenti, fu licenziato e si ritirò dal ministero. Trascorse il resto della sua vita come privato cittadino ad Hannover.

## Il “Planisfero a trifoglio”
La mappa tematica del mondo, a forma di trifoglio, fu pubblicata nel 1581. Essa si basa su un'interpretazione religiosa del mondo e pone al centro Gerusalemme, circondata dai continenti Europa, Asia e Africa. In Europa, Roma spicca come la città più importante dopo Gerusalemme. In Asia sono indicate numerose città, come Babilonia, Persepoli e Damasco. L'India è identificata come il punto più a est. L'Africa ha solo tre città: Meroe, Cirene ed Alessandria d'Egitto. La Gran Bretagna, la Scandinavia e il continente americano sono staccati dal corpo principale della mappa.